# Селіштіоара
Селіштіоара (рум. Săliștioara) — село у повіті Хунедоара в Румунії. Входить до складу комуни Велішоара.
Село розташоване на відстані 310 км на північний захід від Бухареста, 15 км на північний захід від Деви, 104 км на південний захід від Клуж-Напоки, 126 км на схід від Тімішоари.

## Населення
За даними перепису населення 2002 року у селі проживали 240 осіб, з них 239 осіб (99,6%) румунів. Рідною мовою 239 осіб (99,6%) назвали румунську.